# Райн (Вісконсин)
Райн (англ. Rhine) — місто (англ. town) в США, в окрузі Шебойґан штату Вісконсин. Населення — 2139 осіб (2020).

## Демографія
Згідно з переписом 2010 року, у місті мешкали 2134 особи в 871 домогосподарстві у складі 670 родин. Було 1065 помешкань
Расовий склад населення:
| - 98,5 % — білих - 0,8 % — азіатів - 0,1 % — корінних американців |

До двох чи більше рас належало 0,5 %. Частка іспаномовних становила 0,6 % від усіх жителів.
За віковим діапазоном населення розподілялося таким чином: 19,4 % — особи молодші 18 років, 67,2 % — особи у віці 18—64 років, 13,4 % — особи у віці 65 років та старші. Медіана віку мешканця становила 47,7 року. На 100 осіб жіночої статі у місті припадало 101,3 чоловіків;  на 100 жінок у віці від 18 років та старших — 104,4 чоловіків також старших 18 років.
Середній дохід на одне домашнє господарство  становив 95 323 долари США (медіана — 71 724), а середній дохід на одну сім'ю — 112 227 доларів (медіана — 86 587). Медіана доходів становила 55 987 доларів для чоловіків та 54 000 доларів для жінок. За межею бідності перебувало 3,4 % осіб, у тому числі 5,7 % дітей у віці до 18 років та 1,9 % осіб у віці 65 років та старших.
Цивільне працевлаштоване населення становило 1243 особи. Основні галузі зайнятості: виробництво — 35,5 %, освіта, охорона здоров'я та соціальна допомога — 11,1 %, мистецтво, розваги та відпочинок — 10,9 %.